# Tucana-Zwerggalaxie
Die Tucana-Zwerggalaxie ist ein spheroidale Zwerggalaxie im Sternbild des Tukan und wurde im Jahr 1990 von R.J. Lavery vom Mount Stromlo Observatory entdeckt.
Sie besteht aus sehr alten Sternen und ist von anderen Galaxien der Lokalen Gruppe relativ isoliert.
Die Lage auf der gegenüberliegenden Seite der Milchstraße, von anderen Galaxien der Lokalen Gruppe aus gesehen, macht sie zu einem wichtigen Forschungsobjekt der Astronomie.

## Eigenschaften

### Klassifikation
Die Tucana-Zwerggalaxie ist eine spheroidale Zwerggalaxie vom Typ dE5.
Sie enthält nur eine Generation alter Sterne, die in einer einzigen Phase entstanden, in etwa zu der Zeit, als sich die Kugelsternhaufen der Milchstraße gebildet haben.
Es ist derzeit, im Gegensatz zu anderen isolierten Zwerggalaxien, keinerlei Sternentstehung in der Tucana-Zwerggalaxie festzustellen.

### Zusammensetzung
Die Galaxie enthält nur wenig neutrales Wasserstoffgas.
Sie besitzt eine signifikant geringe Metallizität von lediglich −1,8. Die Metallizität zeigt auch nur relativ gering gestreute Messwerte, verteilt über die gesamte Zwerggalaxie.
Zudem sind kaum irgendwelche Substrukturen in der stellaren Verteilung festzustellen.

### Koordinaten
Die Tucana-Zwerggalaxie befindet sich in einer Entfernung von etwa 889 kpc zu unserem Sonnensystem und entfernt sich von unserer Sonne mit einer Geschwindigkeit von etwa 194 km/s. Sie ist von anderen Galaxien der Lokalen Gruppe isoliert und befindet sich an deren Rand.
Die Lage auf der gegenüberliegenden Seite der Milchstraße, von anderen Galaxien der Lokalen Gruppe aus gesehen, macht sie zu einem wertvollen Objekt, um einerseits die Kinematik und Entstehungsgeschichte der Lokalen Gruppe selbst besser zu verstehen, andererseits um die Abhängigkeiten der lokalen Bedingungen auf die Galaxienentwicklung zu erforschen.
Die Galaxie ist eine der wenigen spheroidalen Zwerge der Lokalen Gruppe, die sich nicht in der Nähe entweder der Milchstraße oder der Andromedagalaxie befinden,
weswegen sie wahrscheinlich über die gesamte Zeit ihrer Entwicklung hinweg isoliert war.